# Margalida Castro
Maria Margalida Castro Rueda (San Gil, Santander, 19 de noviembre de 1941-Bogotá, 19 de diciembre de 2024) fue una actriz colombiana que sobresalió por sus participaciones en numerosas telenovelas colombianas, películas y obras de teatro. En el año 2015 fue galardonada con el premio Víctor Nieto a toda una vida.

## Biografía
Margalida Castro creció en la ciudad de Bogotá. Procedente de una familia santandereana, su padre fue un reconocido abogado y su madre fue una institutriz. Estudió en el Colegio Departamental de la Merced en donde profundizó sus conocimientos en música.
Entró en la Universidad Nacional de Colombia para estudiar arquitectura; también estudió flauta y fue parte de la orquesta de la universidad. No pensó en ser actriz, hasta que fue llamada a interpretar la flauta en una obra de teatro infantil. En aquella obra ya participaban futuros actores y directores como Pepe Sánchez (director), Vicky Hernández y Álvaro Ruiz Zúñiga. En estas obras de teatro conocería a quien sería su futuro esposo, el dramaturgo Carlos Perozzo. A partir de este momento Margalida Castro dejaría sus estudios para dedicarse tiempo completo a su carrera en la actuación.
Fue becada por el gobierno francés para estudiar arte dramático. Su debut en la televisión colombiana fue en 1967, en la serie La tercera palabra, dirigida por Bernardo Romero Lozano. Desde entonces apareció en decenas de obras de teatro, telenovelas colombianas y películas.

## Carrera artística
En 1986 mereció el Premio India Catalina por su interpretación como Sussy Borda de Lavalle, la mamá de ‘Mencha’ interpretada por Margarita Rosa de Francisco, en la telenovela Gallito Ramírez.
Para la telenovela colombiana Yo amo a Paquita Gallego de 1998, el escritor y guionista Julio Jiménez creó un papel especial para la actriz Margalida Castro. La interpretación de Isabel ‘Chavela’ Vargas (la tía de Paquita), le permitió alzar el premio a mejor actriz de reparto de telenovela en los Premios TVyNovelas (Colombia) de 1999.
Margalida Castro actuó en Rauzán, una telenovela de R.T.I. y Caracol Televisión realizada en 2000. En esta producción Margalida interpretó el papel de Heraclia de Santiño: la tía de la protagonista Soledad de Santiño. Heraclia tiene el papel de malvada y tendrá el objetivo de desaparecer el bebé de Soledad. Esta novela fue vista en más de cien países a pesar de que en Colombia no tuviera el mismo éxito.
Margalida Castro también hizo parte de la telenovela colombiana Retratos. Esta novela fue producida por Fox Telecolombia para RCN Televisión en 2003. En esta producción desempeñó el papel de Martirio.
En 2004, Margalida Castro volvió a interpretar un papel diferente a los que venía desempeñando. En este año interpretó un papel de carácter como fue el de Inés de Montes, la suegra en la serie colombiana La viuda de la mafia.
Margalida Castro volvió a consagrarse en 2012 con la estatuilla de mejor actriz de reparto de telenovela en los Premios India Catalina. Este reconocimiento le fue entregado por su interpretación como Gertrudis ‘Dudis’ Buenahora en la telenovela El secretario producida y transmitida por el Canal Caracol. Además, los Premios TVyNovelas (Colombia) también la consagraron como actriz de reparto favorita de telenovela gracias a este papel actoral.
En 2013 los Premios India Catalina rindieron homenaje a la actriz Margalida Castro haciéndole entrega del reconocimiento Premio Víctor Nieto a toda una vida. Este premio le fue entregado por Salvo Basile presidente de la junta directiva del FICCI. Este es un galardón que se entrega a quienes han marcado hito en la historia de la televisión colombiana.

## Fallecimiento
Margalida falleció el 19 de diciembre de 2024 a causa de un agresivo cáncer. La noticia la dio a conocer Claudia Serrato, su mánager, a través de su cuenta oficial de Instagram.

“Con profunda tristeza en el alma les comunico que mi grandiosa actriz y amiga Margalida Castro falleció, víctima de un cáncer que fue descubierto hace muy poco”, escribió.

## Filmografía

### Televisión
| Año       | Título                                         | Personaje                                                                       |
| --------- | ---------------------------------------------- | ------------------------------------------------------------------------------- |
| 2023      | Los Billis                                     | Abuela Lady Dani                                                                |
| 2023      | Tía Alison                                     | Carmenza                                                                        |
| 2022      | Camisa de fuerza                               | Ella misma                                                                      |
| 2021-2022 | La nieta elegida                               | Erika Bruner                                                                    |
| 2020      | Ruido Capital                                  | Abue                                                                            |
| 2019      | Decisiones: Unos ganan, otros pierden          | Justina                                                                         |
| 2019      | Enfermeras                                     | Dolores 'Lolita'                                                                |
| 2017      | La luz de mis ojos                             | Josefina                                                                        |
| 2016-2017 | La ley del corazón                             | Astrid                                                                          |
| 2016      | 2091                                           | Sarita                                                                          |
| 2016      | Mujeres asesinas                               | Milagros Manrique                                                               |
| 2016      | Todo es prestao                                | Flor Arcila                                                                     |
| 2016      | El tesoro                                      | Adela de Otero                                                                  |
| 2015      | ¿Quién mató a Patricia Soler?                  | Madre Victoria                                                                  |
| 2014      | Dr. Mata                                       | Bertha Montenegro de Matallana                                                  |
| 2013-2014 | El día de la suerte                            | Justina Pérez                                                                   |
| 2012-2013 | Casa de reinas                                 | Úrsula Eloísa Lacouture de Cabrales                                             |
| 2012      | Lynch                                          | Mayor Ángela Fernández de Triana                                                |
| 2011      | El secretario                                  | Gertrudis 'Dudis' Buenahora                                                     |
| 2010-2011 | Chepe Fortuna                                  | Úrsula Eloísa Lacouture Infante de Cabrales Bárbara Fon Braun Lacouture Infante |
| 2009-2010 | Kdabra                                         | Madre Superiora                                                                 |
| 2008      | Vecinos                                        | Rosita                                                                          |
| 2008      | Aquí no hay quién viva                         | Mamá de Héctor                                                                  |
| 2007-2008 | Victoria                                       | Mercedes 'Memé' de Santiesteban                                                 |
| 2007      | Pura sangre                                    | Clotilde                                                                        |
| 2007      | Mujeres asesinas                               | Hermana de Doña Consuelo                                                        |
| 2006-2007 | Hasta que la plata nos separe                  | Azucena                                                                         |
| 2006      | Por amor                                       | Eleonora                                                                        |
| 2005-2006 | La tormenta                                    | María Teresa Marrero                                                            |
| 2004-2005 | La viuda de la mafia                           | Inés de Montes                                                                  |
| 2003      | Retratos                                       | Martirio                                                                        |
| 2002-2003 | La venganza                                    | Concepción Fernández                                                            |
| 2002-2003 | Mi pequeña mamá                                | Gertrudis                                                                       |
| 2001-2002 | Luzbel está de visita o Adrián está de visita  | Mercedes                                                                        |
| 2001      | Amantes del desierto                           | Magdalena Libardo "Tania"                                                       |
| 2000-2001 | Adónde va Soledad                              | Sor Anunciación                                                                 |
| 2000-2001 | Rauzán                                         | Heraclia de Santiño                                                             |
| 1999      | Sin límites                                    |                                                                                 |
| 1998-1999 | Yo amo a Paquita Gallego                       | La Tía Chavela                                                                  |
| 1997      | Dos mujeres                                    | Nuria Sinisterra Castañon Vda Delgado                                           |
| 1997      | La invencible mujer piraña                     | Lucero                                                                          |
| 1996-1998 | Prisioneros del amor                           | Rosa Menocal                                                                    |
| 1996      | Padres e hijos                                 | La abuelita Sofía                                                               |
| 1996      | Cazados                                        | Madre comprensiva                                                               |
| 1995      | María Bonita                                   | Libia Santos                                                                    |
| 1994-1995 | Clase aparte                                   | Teresa                                                                          |
| 1994      | Dulce ave negra                                | Doña Custodia Ortiz Viuda de Banderas                                           |
| 1993-1994 | Solo una mujer                                 | Josefina Michelena                                                              |
| 1992-1993 | La mujer doble                                 | Renata                                                                          |
| 1992      | Archivo secreto                                |                                                                                 |
| 1991      | Sorprendidas                                   |                                                                                 |
| 1991      | Cuando quiero llorar no lloro (Los Victorinos) | Rosalía Koppe                                                                   |
| 1990-1991 | Música maestro                                 | Elida Pérez                                                                     |
| 1988-1989 | Caballo viejo                                  | Adrina Pérez "La sietelenguas"                                                  |
| 1988-1989 | El cacique y la diosa                          | Alicia Giraldo                                                                  |
| 1988      | El segundo enemigo                             |                                                                                 |
| 1988      | Destinos cruzados                              |                                                                                 |
| 1987      | El Círculo                                     |                                                                                 |
| 1986      | Amándote                                       |                                                                                 |
| 1984      | La red                                         |                                                                                 |
| 1987-1992 | La posada                                      | La tía Margaret                                                                 |
| 1986      | Gallito Ramírez                                | Sussy Borda Lavalle                                                             |
| 1980      | La tregua                                      | Concuñada de Mario                                                              |
| 1979      | El taxista millonario                          | Agente de tránsito                                                              |
| 1974      | La enemiga                                     |                                                                                 |
| 1973      | Ayer nada más                                  |                                                                                 |
| 1973      | La herencia "El fantasma"                      |                                                                                 |
| 1971      | Una vida para amarte                           |                                                                                 |
| 1971      | La ciudad grita                                |                                                                                 |
| 1970      | La sombra de un pecado                         |                                                                                 |
| 1968      | Yo y tú                                        | Gringa Peggy                                                                    |
| 1967      | La tercera palabra                             |                                                                                 |
|           | Morir y dejar vivir                            |                                                                                 |
|           | Despierta y canta                              |                                                                                 |
|           | La Pantera                                     | Peggy                                                                           |

## Programas
| Año       | Título               | Rol          |
| --------- | -------------------- | ------------ |
| 2021-2022 | Buen día, Colombia   | Presentadora |
| 2018      | Masterchef Celebrity | Participante |
| 1974-1979 | Sábados felices      | Actriz       |

## Participaciones
- Revivamos nuestra historia
- Dialogando
- Cosas de la vida
- Aquí se fabrica su futuro
- Música maestro ... Hélida Pérez
- La posada
- El secretario

## Premios

### Premios India Catalina
| Año  | Categoría                             | Personaje              | Telenovela o Serie |
| ---- | ------------------------------------- | ---------------------- | ------------------ |
| 2013 | Premio a toda una vida                | Premio a toda una vida | Especial           |
| 2012 | Mejor actriz de reparto de telenovela | Doña Dudis             | El secretario      |
| 1987 | Mejor actriz de reparto               | Susy Borda Lavalle     | Gallito Ramírez    |

### Premios TvyNovelas
| Año  | Categoría                             | Personaje              | Telenovela o Serie       |
| ---- | ------------------------------------- | ---------------------- | ------------------------ |
| 2015 | Premio a toda una vida                | Premio a toda una vida | Especial                 |
| 2012 | Mejor actriz de reparto de telenovela | Doña Dudis             | El secretario            |
| 1999 | Mejor actriz de reparto               | Chavela Vargas         | Yo amo a Paquita Gallego |
| 1996 | Mejor actriz antagónica               | Libia Santos           | María Bonita             |

### Otros premios
| Año | Premio                    | Producción                                                                | Categoría                                              | Resultado |
| --- | ------------------------- | ------------------------------------------------------------------------- | ------------------------------------------------------ | --------- |
|     | Premio Hétor              | El secretario: Doña Dudis                                                 | Mejor Personaje de Humor Colombiano                    | Ganadora  |
|     | Telesemana                | Gallito Ramírez                                                           | Mejor actriz de reparto                                | Ganadora  |
|     | Ondra                     |                                                                           | Mejor actriz                                           | Ganadora  |
|     | Nacional de Teatro        | En 2 ocasiones                                                            |                                                        | Ganadora  |
|     | Orquídea USA              |                                                                           | A la trayectoria                                       | Ganadora  |
|     | Nogal de Oro              |                                                                           | A la trayectoria                                       | Ganadora  |
|     | Gloria de la TV           |                                                                           | Por los 50 años de la televisión en Colombia           |           |
|     | Placa Canal Caracol       | En el marco de la celebración de los 50 años de la televisión en Colombia | Por ser una de las Mejores actrices                    | Ganadora  |
|     | Premio amigo de Zipaquirá |                                                                           | Madrina espiritual de la Catedral de sal de Zipaquirá. | Ganadora  |

## Libros
- Margalida: del manicomio a la luz.
- Camisa de fuerza.
- A ti María que tomaste mi vida por asalto

Su trabajo literario es de carácter testimonial.